# Зеленоглава неразделка
Зеленоглавата неразделка (Agapornis swindernianus) е вид птица от семейство Папагалови (Psittaculidae). Видът е незастрашен от изчезване.

## Разпространение
Разпространен е в Камерун, Централноафриканска република, Демократична република Конго, Република Конго, Кот д'Ивоар, Екваториална Гвинея, Габон, Гана, Либерия и Уганда.